# Phootime
Phootime是一個結合雲端備份與網路相簿以一站式的軟體即服務概念推出雲端照片整理的服務公司，特別針對愛好攝影的族群量身打造，除了提供無限雲端儲存空間之外，Phootime 亦為全球少數提供專業 RAW檔線上瀏覽與備份的相簿服務之一。

## 關於
Phootime創立於2012年7月，為台灣唯一專注於發展雲端照片整理服務的團隊。
每月提供免費100張相片上傳，並供付費用戶做RAW檔與影片上傳展示。
2012年11月，英文版上線
2013年2月，中文版上線
2013年6月，Phootime進行大改版，Phootime organizer上線，使用者可以將照片上傳儲存在雲端上，並且直接在線上做整理與編輯的動作。
2013年7月，Phootime將相片搜尋與相簿標籤功能上線。
2013年10月，協作相簿與Lux風格主題相簿上線。
2014年1月，台灣地區全面採用中華電信CDN

## 儲存空間
Phootime用戶的影像檔案全都儲存在美國亞馬遜公司的Amazon S3。

## 隱私與安全
Phootime提供用戶相簿加密，隱藏不公開的選擇。

## 外部連結
- Phootime網站（页面存档备份，存于）